# انلیز بردیل
انلیز بردیل (انگلیسی: Annelies Bredael؛ زادهٔ ۱۵ june ۱۹۶۵ (۵۹ سال)) ورزشکار روئینگ اهل بلژیک است.
وی در مسابقات کشوری و بین‌المللی در مجموع برندهٔ ۱ مدال نقره شده‌است.